# Famille Whitney
Pour les articles homonymes, voir Whitney.
La famille Whitney  est une famille américaine dont les membres sont de grands financiers et philanthropes.

## Début de la notoriété
La notoriété de la famille Whitney  a commencé avec William Collins Whitney (1841-1904), un descendant de John Whitney (1592-1673), un immigrant anglais qui s'était installé à Watertown dans le Massachusetts. Il était aussi un cousin éloigné de Éli Whitney. William Collins Whitney était un très riche homme d'affaires qui a fait coïncider le nom des Whitney avec les courses de Pur-sang anglais aux États-Unis.

## Les courses de chevaux
Les chevaux possédés par les Whitneys ont gagné tous les tournois les plus importants à travers les États-Unis, incluant de multiples victoires au Derby du Kentucky, au Preakness Stakes et au Belmont Stakes. Les membres de la famille maintiennent également des écuries, des centres d'élevage à Newmarket et à Suffolk County au Royaume-Uni, où ils ont gagné d'importantes courses, comme le prestigieux Derby d'Epsom.
Aujourd'hui, les membres de la famille Whitney sont toujours impliqués dans les courses de chevaux. Ainsi, en 2004, Marylou Whitney a gagné avec son cheval Birdstone les Belmont Stakes.

## Autres implications
Certains membres de la famille étaient hommes d'État, des chefs d'entreprise, des financiers ou encore des philanthropes.
Fille de l'homme d'affaires William Payne Whitney et de la poétesse Helen Hay Whitney, Joan Whitney Payson, une grande sportive, fut la première propriétaire des New York Mets, une équipe de la Ligue majeure de baseball, de 1962 à 1975.
Le Whitney Museum of American Art à New York a été fondé par Gertrude Vanderbilt Whitney.